# زاپرائی
زاپرائی (به اسپانیایی: Cerro Zapaleri) یک کوه در شیلی است که در Rinconada Department واقع شده‌است. زاپرائی ۵٬۶۵۳ متر بالاتر از سطح دریا واقع شده‌است.